# 贅其県
贅其県（ぜいき-けん）は中華人民共和国江蘇省淮安市にかつて存在した県。現在の盱眙県南西部に相当する。

## 歴史
漢代に設置され、南北朝時代、宋により廃止された。